# فهرست سطح‌نوردها در اجرام فرازمینی
فهرست سطح‌نوردها در اجرام فرازمینی (انگلیسی: List of rovers on extraterrestrial bodies): سطح‌نورد وسیلهٔ نقلیهٔ اکتشاف سطح پیکرهای فرازمینی است که برای حرکت بر سطح یک سیاره یا دیگر اجرام آسمانی طراحی شده‌است. از این کاوشگرها برای کاوش، جمع‌آوری اطلاعات و نمونه‌برداری از سطح استفاده می‌شود. این فهرستی از تمام سطح‌نوردهای موجود در اجرام فرازمینی در سامانه خورشیدی است. از سال ۱۹۷۰، چهار ماه‌نورد بر سطح ماه وجود داشته‌است، (این به استثنای سه وسیله نقلیه ماه‌پیما در آپولوهای ۱۵، ۱۶ و ۱۷ است، زیرا آنها هیچ محموله‌ای با خود نداشتند و برای جا به جایی فضانوردان و رانده شدن توسط خود آنها در سطح ماه طراحی شده‌بوده‌اند)، شش مریخ نورد و سه سطح‌نورد سیارکی که با موفقیت بر این سطوح فرازمینی فرود آمده‌اند منطقهٔ خود را کاوش کرده‌اند.

## کلید راهنما
کلید رنگ
| – مأموریت با موفقیت انجام شد (یا بخشی با موفقیت)               |  | – ناموفق یا حذف شد مأموریت        |  |
| – مأموریت در مسیر یا در حال انجام است (با افزایش دورهٔ مأموریت) |  | – مأموریت برنامه‌ریزی شده در آینده |  |

## ماه
| مأموریت     | سطح‌نورد    | کشور/آژانس | تاریخ ورود     | مختصات                                                    | زمان عملیاتی                    | مسافت پیموده                              | یادداشت                                                                                             |
| ----------- | ---------- | ---------- | -------------- | --------------------------------------------------------- | ------------------------------- | ----------------------------------------- | --------------------------------------------------------------------------------------------------- |
| لونا ۱۷     | Lunokhod 1 | USSR       | ۱۷ نوامبر ۱۹۷۰ | ۳۸°۱۴′۱۶″شمالی ۳۵°۰۰′۰۶″غربی / ۳۸٫۲۳۷۸°شمالی ۳۵٫۰۰۱۷°غربی | ۳۲۲ روز                         | ۱۰٫۵ کیلومتر (۶٫۵ مایل)                   | نخستین سطح‌نورد روی یک پیکر فرازمینی.                                                                |
| لونا ۲۱     | Lunokhod 2 | USSR       | ۱۵ ژانویه ۱۹۷۱ | ۲۵°۵۱′شمالی ۳۰°۲۷′شرقی / ۲۵٫۸۵°شمالی ۳۰٫۴۵°شرقی           | ۲۳۶ روز                         | ۳۹ کیلومتر (۲۴ مایل)                      | دورترین مسافت پیموده شده در ماه.                                                                    |
| چانگ ای ۳   | یوتو       | CNSA       | ۱۴ دسامبر ۲۰۱۳ | ۴۴°۰۷′شمالی ۱۹°۳۱′غربی / ۴۴٫۱۲°شمالی ۱۹٫۵۱°غربی           | ۴۲ روز (mobile) ۹۷۳ روز (total) | ۱۱۴٫۸ متر (۳۷۷ فوت)                       | نخستین سطح‌نورد فرازمینی چین و نخستین فرود نرم روی ماه در بیش از ۳۵ سال بی‌حرکت ۴۲ روز پس از فرود.    |
| چانگ ای ۴   | Yutu-2     | CNSA       | ۳ ژانویه ۲۰۱۹  | ۴۴°۴۸′جنوبی ۱۷۵°۵۴′شرقی / ۴۴٫۸°جنوبی ۱۷۵٫۹°شرقی           | ۲۲۷۱ روز                        | ۷۰۸٫۹ متر (۲٬۳۲۶ فوت) تا تاریخ ۱۲ مه ۲۰۲۱ | نخستین سطح‌نورد چینی با فرود نرم روی سمت دور ماه طولانی‌ترین مدت دوام عملیاتی یک ماه‌نورد روی سطح ماه. |
| چاندرایان ۲ | پراگیان    | ISRO       | ۶ سپتامبر ۲۰۱۹ | ۷۰°۵۴′جنوبی ۲۲°۴۷′شرقی / ۷۰٫۹۰°جنوبی ۲۲٫۷۸°شرقی           | ۰ روز                           | 0 km                                      | در برخورد سطح‌نشین با سطح ماه از دست رفت.                                                            |
| وایپر       | وایپر      | ناسا       | دسامبر ۲۰۲۲    |                                                           | ۱۰۰ روز (برنامه‌ریزی شده)        |                                           | |

## مریخ
| مأموریت                 | مریخ‌نورد          | کشور/آژانس | تاریخ فرود     | مختصات                                                          | زمان عملکرد                            | مسافت پیموده                                    | یادداشت                                                                         |
| ----------------------- | ----------------- | ---------- | -------------- | --------------------------------------------------------------- | -------------------------------------- | ----------------------------------------------- | ------------------------------------------------------------------------------- |
| مارز۲                   | Prop-M Rover      | USSR       | ۲۷ نوامبر ۱۹۷۱ | ۴۵° جنوبی ۴۷° شرقی / ۴۵°جنوبی ۴۷°شرقی                           | با سقوط سقوط سطح‌نشین مارز۲ در مریخ روز | 0 km                                            | از دست رفت.                                                                     |
| مارز ۳                  | Prop-M Rover      | USSR       | ۲ دسامبر ۱۹۷۱  | ۴۵° جنوبی ۲۰۲° شرقی / ۴۵°جنوبی ۲۰۲°شرقی                         | ۰ روز                                  | 0 km                                            | با قطع ارتباط سطح‌نشین مارز۳ در مریخ پس از حدود ۲۰ ثانیه بعد از فرود از دست رفت. |
| Mars Pathfinder         | Sojourner         | NASA       | ۴ ژوئیه ۱۹۹۷   | ۳۸°۱۴′۱۶″شمالی ۳۵°۰۰′۰۶″غربی / ۳۸٫۲۳۷۸°شمالی ۳۵٫۰۰۱۷°غربی       | 85 days                                | ۱۰۰ متر (۳۳۰ فوت)                               | First successful rover on Mars                                                  |
| Mars Exploration Rover  | Spirit            | NASA       | ۴ ژانویه ۲۰۰۴  | ۱۴°۳۴′۰۶″جنوبی ۱۷۵°۲۸′۲۱″شرقی / ۱۴٫۵۶۸۴°جنوبی ۱۷۵٫۴۷۲۶۳۶°شرقی   | 2269 days                              | ۷٫۷۳ کیلومتر (۴٫۸۰ مایل)                        |                                                                                 |
| Mars Exploration Rover  | Opportunity       | ناسا       | ۲۵ ژانویه ۲۰۰۴ | ۱°۵۶′۴۶″جنوبی ۳۵۴°۲۸′۲۴″شرقی / ۱٫۹۴۶۲°جنوبی ۳۵۴٫۴۷۳۴°شرقی       | 5498 days                              | ۴۵٫۱۶ کیلومتر (۲۸٫۰۶ مایل)                      | Longest distance travelled by any rover and most days operated                  |
| Mars Science Laboratory | Curiosity         | ناسا       | ۲۵ ژانویه ۲۰۱۲ | ۴°۳۵′۲۲″جنوبی ۱۳۷°۲۶′۳۰″شرقی / ۴٫۵۸۹۵°جنوبی ۱۳۷٫۴۴۱۷°شرقی       | ۴۶۱۲ days                              | ۲۴٫۸۵ کیلومتر (۱۵٫۴۴ مایل) تا تاریخ ۴ مارس ۲۰۲۱ | Currently active                                                                |
| مریخ ۲۰۲۰               | Perseverance      | ناسا       | ۱۸ فوریه ۲۰۲۱  | ۱۸°۲۲′۴۶″شمالی ۷۷°۳۴′۴۵″شرقی / ۱۸٫۳۷۹۳۱۶۷°شمالی ۷۷٫۵۷۹۲۸۸۷°شرقی | ۱۴۹۳ days                              | ۳۲۲ متر (۱٬۰۵۶ فوت) تا تاریخ ۱۴ مه ۲۰۲۱         | Currently active                                                                |
| تیان‌ون ۱                | Zhurong           | CNSA       | ۱۴ مه ۲۰۲۱     | ۲۵°۰۶′شمالی ۱۰۹°۵۴′شرقی / ۲۵٫۱°شمالی ۱۰۹٫۹°شرقی                 |                                        |                                                 | در انتظار استقرار ۱۴ مه ۲۰۲۱                                                    |
| ExoMars                 | Rosalind Franklin | ESA        | 2023           | ۱۸°۱۶′۳۰″شمالی ۳۳۵°۲۲′۰۵″شرقی / ۱۸٫۲۷۵°شمالی ۳۳۵٫۳۶۸°شرقی       | 420 days (planned)                     |                                                 | Planned to launch ۲۰۲۲                                                          |

## سیارک‌ها
| پیکر آسمانی  | مأموریت    | سطح‌نورد             | کشور/آژانس | زمان فرود       | موقعیت             | زمان عملکرد | مسافت پیموده       | یادداشت |
| ------------ | ---------- | ------------------- | ---------- | --------------- | ------------------ | ----------- | ------------------ | --- |
| ریوگو ۱۶۲۱۷۳ | هایابوسا ۲ | مینروا-۲ Rover-1A   | JAXA       | ۲۱ سپتامبر ۲۰۱۹ | Tritonis           | ۳۶ روز      |                    | با موفقیت فرود آمد، تصاویر را بازگرداند و پرش‌های برنامه‌ریزی شده را در سطح سیارک انجام داد. نخستین سطح‌نورد روی سیارک بود.                          |
| ریوگو ۱۶۲۱۷۳ | هایابوسا ۲ | MINERVA-II Rover-1B | JAXA       | ۲۱ سپتامبر ۲۰۱۹ | Tritonis           | 3 days      |                    | فرود با موفقیت، بازفرستادن تصویر، and hopped along surface. نخستین سطح‌نشین.                                                                       |
| ریوگو ۱۶۲۱۷۳ | هایابوسا ۲ | MASCOT              | DLR/CNES   | ۳ اکتبر ۲۰۱۸    | Alice's Wonderland | 17 h 14 min | ~۱۷٫۹ متر (۵۹ فوت) | Successfully landed, returned images from the surface, and performed multiple hops along surface                                                  |
| ریوگو ۱۶۲۱۷۳ | هایابوسا ۲ | MINERVA-II Rover-2  | JAXA       | اکتبر ۲۰۱۹      | Unknown            | ۰ روز       | 0 m                | شکست پیش از deployment, so it was released in orbit around the asteroid to perform gravitational measurements before it impacted a few days later |